# الکساندر کوفپاک
الکساندر کوفپاک (اوکراینی: Олександр Олександрович Ковпак؛ زادهٔ ۲ فوریهٔ ۱۹۸۳) بازیکن فوتبال اهل اوکراین است.
از باشگاه‌هایی که در آن بازی کرده‌است می‌توان به باشگاه فوتبال فورسکلا پولتاوا، باشگاه فوتبال تاوریا سیمفروپول، و باشگاه فوتبال آرسنال کی‌یف اشاره کرد.
وی همچنین در تیم‌های ملی فوتبال Ukraine-21 و اوکراین بازی کرده‌است.